# Norman Tindale
Norman Barnett Tindale (12. října 1900 Perth – 19. listopadu 1993 Palo Alto) byl australský archeolog, antropolog a entomolog. Jeho vědecká činnost byla zaměřena na historii domorodých Austrálců. 
Dětství prožil v Japonsku, kde jeho otec pracoval pro Armádu spásy. Po návratu do Austrálie se usadil v Adelaide a pracoval pro Jihoaustralské muzeum. Byl asistentem entomologa Arthura Millse Ley a zkoumal australské krtonožky a hrotnokřídlece. Při výpravách do divočiny za hmyzem se začal zajímat také o způsob života místních obyvatel.
Prováděl terénní výzkum u obyvatel ostrova Groote Eylandt a v povodí Roperovy řeky, spolu s americkým antropologem Josephem Birdsellem navštívil domorodou rezervaci Cape Barren Island. Navštěvoval přednášky Douglase Mawsona o geologii a používal při svých výzkumech metody stratigrafie. Jeho vykopávky v lokalitě Devon Downs přinesly nové informace o materiální kultuře prehistorické Austrálie. Tindale neměl formální vzdělání, teprve po publikaci více než třiceti odborných prací mu v roce 1933 Univerzita v Adelaide udělila bakalářský titul.
Na základě zpráv aboriginských informátorů Tindale v roce 1940 vydal mapu původního rozdělení Austrálie mezi domorodé kmeny. Odmítl tak představu, že Austrálci byli kočovníci bez vazby ke konkrétnímu místu a proto byl celý kontinent v době příchodu Evropanů terra nullius. Na příkladu západoaustralského etnika Ngadadjara popsal způsoby, jimiž lovci a sběrači využívali omezené přírodní zdroje. Jeho texty se zabývají rovněž mytologií domorodců a rolí totemových zvířat. Věnoval se také genealogii a zmapoval systém klanů, kterým domorodci předcházeli příbuzenským sňatkům. Jeho sbírka obsahuje rodokmeny více než padesáti tisíc osob doprovázené fotografickou dokumentací.
Za druhé světové války Norman Tindale sloužil u Royal Australian Air Force. Pak byl přeřazen k rozvědce, kde se díky znalosti japonštiny podílel na dešifrování nepřátelské komunikace. 
Spolupracoval s E. O. Stokerem na jeho etnografických filmových dokumentech. S Haroldem Arthurem Lindsayem napsal dětskou prózu o osidlování Austrálie negritskými kmeny The First Walkabout. V roce 1974 vydal své stěžejní dílo Aboriginal Tribes of Australia: Their terrain, Environmental Controls, Distribution, Limits and Proper Names. Na Tindaleovu práci navázal David Horton ve své encyklopedii domorodé Austrálie.
Závěr života strávil v USA a přednášel na University of Colorado at Boulder, kde také získal čestný doktorát. V roce, kdy zemřel, byl Tindaleovi udělen Řád Austrálie. 